# ハンバーグ&カニクリームコロッケ
ハンバーグ&カニクリームコロッケは、1988年にラジオ『小室哲哉のSF Rock Station』（東海ラジオ）内の企画ユニットとして、TM NETWORKの3人+日詰昭一郎の4人で結成されたバンドである。
バンド名の由来は当時小室がお気に入りだったファミリーレストラン『すかいらーく』のメニューから。

## メンバー
- ドクトル日詰:ボーカル
- スーパーウェーブ小室:ギター
- ファンキーチョッパー木根:ベース
- バックオーライ宇都宮:ドラムス

## ディスコグラフィ
| #   | 発売日    | 面 | タイトル     | 作詞                     | 作曲         | 編曲                            | 規格 | 規格品番 |
| --- | --------- | -- | ------------ | ------------------------ | ------------ | ------------------------------- | ---- | -------- |
| 1st | 1988年7月 | A  | 神社でB      | とおなねき・ドクトル日詰 | ドクトル日詰 | ハンバーグ&カニクリームコロッケ | EP   |          |
| 1st | 1988年7月 | B  | 恋のながら族 | とおなねき               | ドクトル日詰 | ハンバーグ&カニクリームコロッケ | EP   |          |